# Revival

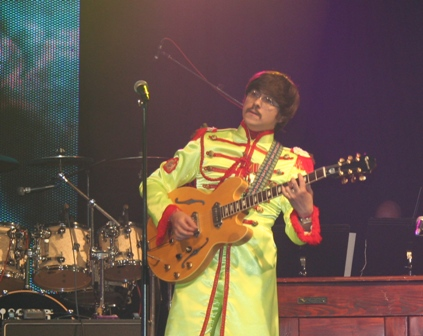
Dalibor Štroncer z The Backwards jako John Lennon

Revival [rivajvl] je termín používaný k popisu oživení či obnovení módní vlny z minulosti. Termín je zvláště rozšířený v pop music a jazzu. Často se však používá i ve výtvarném umění a dalších odvětvích kultury, ale také v módním průmyslu.
V hudbě se jedná o typ hudební skupiny hrající převzatý repertoár jiné, většinou již neexistující skupiny. Většinou jde o hudebníky s pozitivním vztahem ke skupině, kteří s oblibou interpretují její repertoár, přičemž se jí tak snaží vyjádřit poctu. Součástí mnoha revivalů je i snaha přizpůsobovat image svým hudebním vzorům, za účelem hudební a pódiové iluze. Vizáž a vystupování hudebníků tak má za úkol navodit dojem opětovného zhmotnění již neexistující skupiny, což je přitažlivým prvkem pro publikum. Termín revival se však spojuje i s invenční autorskou podobou coververzí, většinou však v období 60. let (např. skupina Creedence Clearwater Revival), kdy hudební populární kultura teprve vznikala a nebyl důvod k vytváření skupin „vzdávajících hold“.
V Česku jsou revivalové skupiny velmi populární, poprvé se objevily na začátku 90. let 20. století, v jejich druhé polovině začaly vznikat ve velkém množství. První vrchol popularity nastal v letech 1992–1993, další v letech 1997–1999. Koncem 90. let se na české hudební scéně pohybovalo přibližně 150 revivalů, do počátku roku 2004 jejich počet klesl na 60 až 100.
Na rozdíl od ostatních zemí jsou rozšířeny i revivaly stále existujících skupin, zejména českých. Např. v roce 2015 podle členů Kabátu v Česku a na Slovensku fungovalo 27 jejich revivalů.
V muzikálech a jiných populárních formách divadla je revival obnovení hry poté, co se na jevišti dlouho nehrála. To se často děje v nové režii a s použitím současné výpravy. Oživení je stejně složité jako nová inscenace.